# Niuafoouano
El niuafoouano (Ko te lea faka Niuafo'ou en niuafoouano, lea faka-Niuafo'ou en tongano) es una lengua austronesia hablada actualmente en la isla de Niua Fo'ou, la isla más septentrional de Tonga.

## Clasificación
El niuafoouano se ha clasificado tradicionalmente dentro del mismo conjunto de lenguas como el walisiano y el tokelauano de la rama de lenguas walisianas o walisiano-niuafoouanas, aunque también se encuentra muy estrechamente relacionado con el tongano, de la familia de las lenguas tónguicas.
La clasificación del niuafoouano dentro grupo tónguico es controvertida ya que esta lengua a veces se clasifica con las demás lenguas del grupo polinesio nuclear. En 1971 Bruce Biggs cuestionó que esta lengua no derivaba del tónguico, sino que estaba relacionada con el walisiano, dentro del grupo nuclear polinesio, refrendado en 1980 por Thomas S. Dye. Aunque algunos autores se han decantado por incluirlo dentro de una rama walisiano-niuafoouana recientemente se ha reubicado dentro de las lenguas tónguicas.